# سيدني كارغبو
سيدني كارغبو (بالإنجليزية: Sidney Kargbo)‏ هو لاعب كرة قدم سيراليوني في مركز الوسط، ولد في 1 يوليو 1986 في فريتاون في سيراليون. شارك مع منتخب سيراليون لكرة القدم. أما مع النوادي، فقد لعب مع إنتر توركو وفاسلاند بيفيرين ونادي بروكسل ونادي رويال شارلروا ونادي كاباز.

## وصلات خارجية
- سيدني كارغبو على موقع قاعدة بيانات كرة القدم.إي يو (الإنجليزية)
- سيدني كارغبو على موقع ناشيونال فوتبول تيمز (الإنجليزية)
- سيدني كارغبو على موقع Soccerway.com (الإنجليزية)